# Python (zoologia)
Python è un genere di grossi serpenti non velenosi della famiglia Pythonidae. Questa famiglia è diffusa in Africa, Asia e Oceania.

## Descrizione
La testa dei pitoni è grossa, distinta dal corpo. I denti sono a forma di uncino. L'occhio è piccolo, con una pupilla verticale.
Come tutte le altre specie di serpenti anch'essi sono carnivori, e, date le dimensioni che taluni esemplari raggiungono, possono nutrirsi di animali di dimensioni ragguardevoli come antilopi o cervi. I pitoni non posseggono veleno, e uccidono usando la forza muscolare; avvolgono le spire attorno al corpo della preda e la comprimono fino a provocarne la morte per arresto circolatorio, e non soffocamento come comunemente si crede.
I pitoni riescono a inghiottire anche grandi prede per intero, grazie all'osso quadrato e ai legamenti elastici che legano debolmente la mandibola al cranio.

## Tassonomia
Il genere comprende le seguenti specie:
- Python anchietae Bocage, 1887 - pitone dell'Angola
- Python bivittatus Kuhl, 1820 - pitone delle rocce birmano
- Python breitensteini Steindachner, 1881
- Python brongersmai Stull, 1938 - pitone sanguigno
- Python curtus Schlegel, 1872 - pitone corto
- Python kyaiktiyo Zug, Gotte & Jacobs, 2011
- Python molurus (Linnaeus, 1758) - pitone delle rocce indiano
- Python natalensis Smith, 1840 - pitone del Natal o pitone africano minore
- Python regius (Shaw, 1802) - pitone reale o pitone palla
- Python sebae (Gmelin, 1789) - pitone di Seba o pitone africano maggiore